# メルセデス・ベンツ・Xクラス
Xクラス (X-Class)は、ダイムラーが製造、メルセデス・ベンツブランドで販売していたピックアップトラックである。

## 概要
メルセデスベンツ初のピックアップトラックであるXクラスは、2016年10月26日に、コンセプトXクラスとしてストックホルムで発表された。
ルノー日産アライアンスとの共同開発のもと、日産のNP300ナバラとフレーム及び主要コンポーネンツを共有する。NP300ナバラとルノー・アラスカンが単なる顔違いの姉妹車であるのに対し、Xクラスはキャブ幅を50 mm拡大するなどの大掛かりな設計変更がなされており、外観における共用パーツはごく僅かである。
発表されたコンセプトXクラスには「パワフル アドベンチャー」と「スタイリッシュ エクスプローラー」の2種が用意された。「パワフルアドベンチャー」は本格オフロード走行向けのクロスカントリーピックアップ、「スタイリッシュエクスプローラー」は都会向けのラグジュアリーピックアップとしてそれぞれ設定された。
2017年7月18日、南アフリカのケープタウンにて、Xクラスが発表された。基本構造は前述のとおり、NP300ナバラと共有するものの、フロンドグリルにはスリーポインテッド・スターが貼られ、インテリアはメルセデスの車種のそれを基調としている。
グレードは「ピュア」、「プログレッシブ」、「パワー」が設定され、現在は4ドアのダブルキャブ仕様のみ用意される。
パワートレインは直列4気筒2.3 Lディーゼルターボ（YD25ベース）であり、シングルターボを搭載した、X220d。大小2基のターボチャージャーを搭載したX250d。さらに2018年にはV型6気筒ディーゼル（OM642ベース）が導入される予定である。また一部地域では4気筒ガソリンエンジンが導入される。駆動方式は後輪駆動と四輪駆動が選べる。
欧州、南アフリカ、オーストラリア、アルゼンチン、ブラジルにて販売される計画である。
2020年、同年5月を以て生産中止されると報じられ、ダイムラー本社も事実と認めたという。

## 自動車衝突安全テスト
| 機関      | 国 | 試験年 | 評価  | 備考 |
| --------- | -- | ------ | ----- | ---- |
| Euro NCAP |    | 2017年 | ★★★★★ |      |